# Gemerské Michalovce
Gemerské Michalovce (in ungherese: Gömörmihályfalva, in tedesco: Michaelsdorf in der Gömmer) è un comune della Slovacchia facente parte del distretto di Rimavská Sobota, nella regione di Banská Bystrica.
Il villaggio è citato per la prima volta nel 1413 con il nome di Myhalfalwa, come insediamento di vecchia data.